# 피자 배달

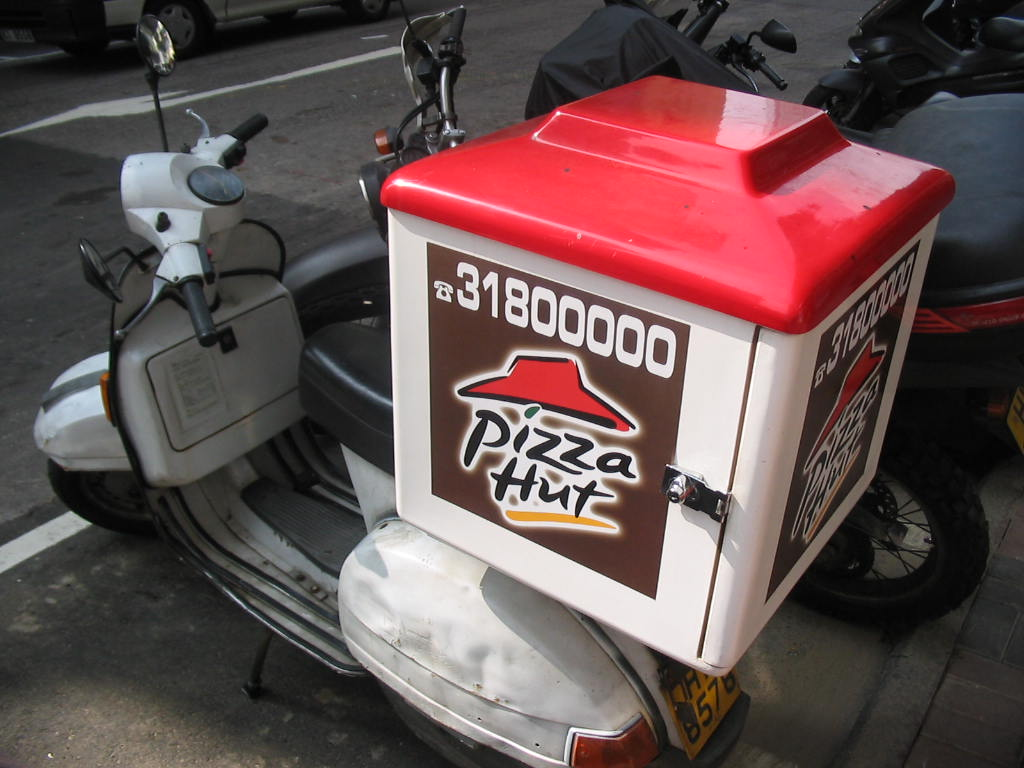
홍콩의 피자헛 피자 배달에 사용되는 스쿠터

피자 배달은 피체리아나 피자 체인이 고객에게 피자를 배달하는 서비스이다. 주문은 일반적으로 전화나 인터넷을 통해 이루어지며, 고객은 피자의 종류와 크기, 그리고 흔히 청량 음료를 포함한 다른 품목의 배달을 요청할 수 있다. 피자는 골판지 피자 상자나 배달 가방에 담겨 배달될 수 있으며, 배달은 자동차, 스쿠터 또는 자전거로 이루어진다. 고객은 제공업체에 따라 온라인으로 결제하거나 현금, 신용카드, 직불 카드 또는 기타 수단으로 직접 결제할 수 있다. 배달료가 부과되는 경우도 있지만, 무료 배달도 흔하다.

## 주문
배달 피자를 주문하는 것은 보통 지역 피자 레스토랑이나 체인점에 전화하거나 온라인으로 연락하는 것을 포함한다. 온라인 주문은 많은 국가에서 가능하며, 일부 피자 체인은 온라인 차림표와 주문 서비스를 제공한다.
피자 배달 산업은 개인용 컴퓨터의 등장이 시작된 1980년대부터 기술 발전과 보조를 맞춰왔다. 피자 배달 사업을 위한 특수 컴퓨터 소프트웨어는 배달원에게 가장 효율적인 경로를 결정하고, 정확한 주문 및 배달 시간을 추적하며, POS 소프트웨어로 통화 및 주문을 관리하는 등의 기능을 돕는다. 2008년부터는 GPS 추적 기술이 인터넷을 통해 고객이 배달 차량을 실시간으로 모니터링하는 데 사용되어 왔다.
온타리오주에 본사를 둔 캐나다 체인 피자피자와 같은 일부 피체리아는 미리 정해진 시간 내에 배달을 보장하는 정책을 포함한다. 예를 들어, 도미노피자는 1980년대와 1990년대 초에 30분 이내 배달을 보장하는 상업 캠페인을 벌였다. 이는 서두르는 배달 기사들의 난폭운전에 대한 우려로 미국에서는 중단되었지만, 일부 국가에서는 여전히 제공된다. 시간 보장이 없는 피체리아는 일반적으로 실제 배달 시간을 보장하지 않고 고객에게 대략적인 배달 시간을 알려준다.
도미노피자에 따르면, 신년전야는 피자 배달이 가장 많은 날이며, 그 다음은 슈퍼볼 선데이, 할로윈, 새해 첫날, 그리고 추수감사절 전날이다. 예상치 못한 사건도 피자 배달 증가를 유발할 수 있다. 예를 들어, 도미노피자는 O. J. 심슨 저속 추격전 동안의 매출이 슈퍼볼 선데이만큼 많았다고 밝혔다.

## 요금
수십 년 동안 "무료 배달"은 거의 모든 피자 가게의 인기 슬로건이었다. 오스트레일리아에서는 가게가 개인 차량 사용에 대해 운전자에게 비용을 상환해야 하므로, 배달 요금의 일부가 운전자에게 지급된다.
도미노피자는 미국에서 무료 피자 배달을 대중화시킨 공로를 인정받는다. 피자헛은 1999년부터 댈러스-포트워스 지역의 10개 매장에서 50센트의 배달료를 시험하기 시작했다. 2001년 중반까지 이는 미국 내 1,749개 직영점 중 95%와 5,250개 프랜차이즈점 중 일부에 적용되었다. 2002년까지 미국 피자 회사인 도미노피자와 파파존스의 소유 또는 프랜차이즈 매장 중 소수는 50센트에서 1.50달러의 배달료를 부과했으며, 일부 리틀 시저스 프랜차이즈도 배달료를 부과했다. 2005년에는 파파존스가 대부분의 직영점에 배달료를 도입했다.
일부 국가에서는 주문 결제 시 피자 배달원에게 선택적인 팁을 주는 것이 일반적이다. 캐나다와 미국에서는 피자 배달 팁이 관례이다. 적절한 금액에 대한 의견은 매우 다양하다. 직원들은 소득세 목적으로 고용주에게 팁을 보고할 법적 의무가 있으며, 레스토랑에 배달당 수수료를 부과할 수 있는 독립 계약자는 미국 국세청에 팁을 보고할 법적 의무가 있다.

## 배달 기술

### 배달 가방

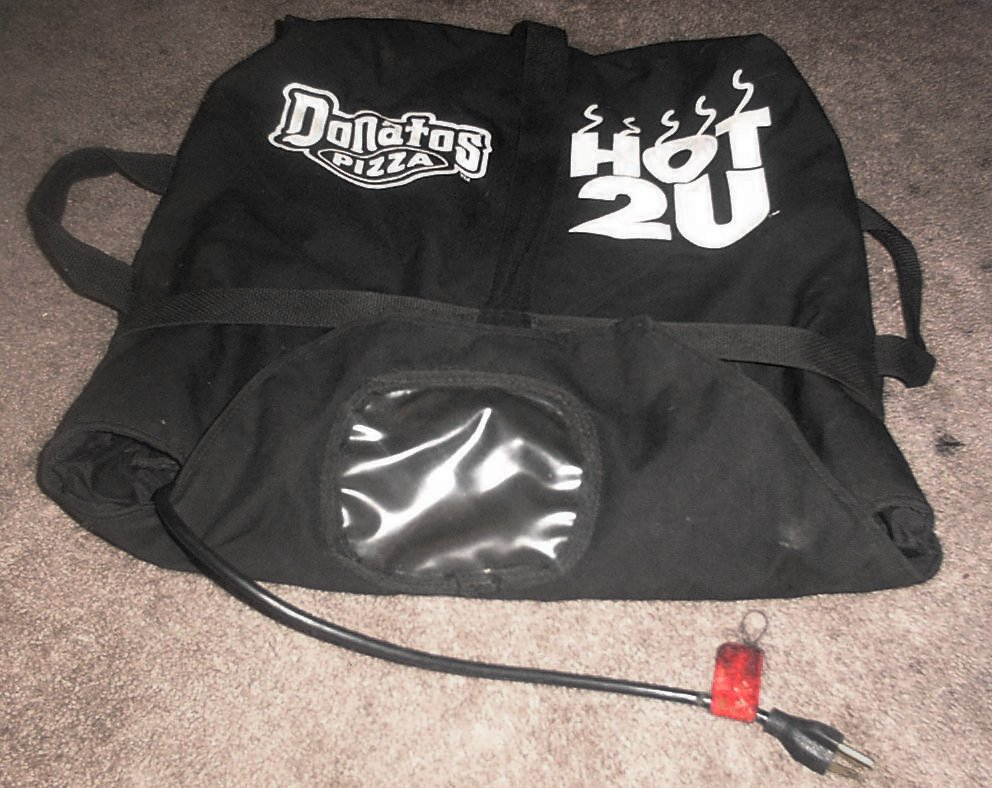
전기로 가열되는 피자 가방, 하단에 플러그 있음

피자를 운반하는 동안 따뜻하게 유지하는 데 사용되는 가방은 일반적으로 핫백 또는 핫 가방이라고 불린다. 핫백은 일반적으로 폴리염화 비닐, 나일론 또는 Cordura로 만들어진 보온 가방으로, 수동적으로 열을 유지한다. 재료 선택은 비용, 내구성 및 응축에 영향을 미친다. 가열된 가방은 외부에서 가열된 디스크, 전기 줄 발열 요소 또는 전기적으로 생성된 자기파로 유도가열된 펠릿을 삽입하여 추가 열을 공급한다.

### 피자 상자
현대적인 피자 상자는 골판지로 만들어진다. 골판지는 피자 배달에 여러 가지 장점이 있다: 저렴하고 재활용 가능하며 일회용이고, 뻣뻣하면서도 가벼우며, 흡수성이 있어 기름과 주스가 새는 것을 방지하고, 골판지 내부의 공기 통로는 우수한 단열 특성을 가지고 있다.
피자 상자의 역사는 1800년대 나폴리에서 시작되었는데, 빵 굽는 사람들은 피자를 서로 분리하는 선반이 있는 둥글고 통풍이 되는 주석 또는 구리 용기인 "스투파(stufas)"라고 불리는 금속 용기에 피자를 넣었다. 1940년대부터 피자 테이크아웃은 피자를 둥근 판지 받침대에 놓고 종이 봉투로 덮는 방식으로 이루어졌다. 도미노피자가 1960년대 초 현대적인 골판지 평면 사각형 피자 상자를 개발했다고 여겨지지만, 특허를 받지는 않았다. 피자 상자의 특허 디자인은 적어도 1968년부터 존재한다. 그 이후의 혁신으로는 다양한 통풍 구성, 추가 소스를 위한 내장 홀더, 더 쉬운 재활용을 위한 디자인, 그리고 쐐기 모양의 판지 조각을 접시로 사용할 수 있도록 천공된 상단 등이 있다. 상자 뚜껑은 종종 피자 세이버라고 불리는 피자 위에 놓인 일회용 플라스틱 삼각대로 지지된다.
피자 상자는 개별적으로나 매년 생산되는 총량으로 볼 때 많은 양의 골판지를 사용하지만, 판지가 종종 기름에 흠뻑 젖어 일부 재활용 형태에 적합하지 않기 때문에 일부 시립 재활용 프로그램에서는 받아들여지지 않는다. 따라서 상자는 일반적으로 가정용 폐기물과 함께 매립지에 버려진다. 더 환경 친화적인 처리 옵션으로 피자 상자를 위한 퇴비 형태가 제안되었다. 또한 상자의 뚜껑이나 측면과 같이 얼룩이 없거나 젖지 않은 부분을 뜯어내 재활용하는 것도 가능하다.

### 피자 세이버

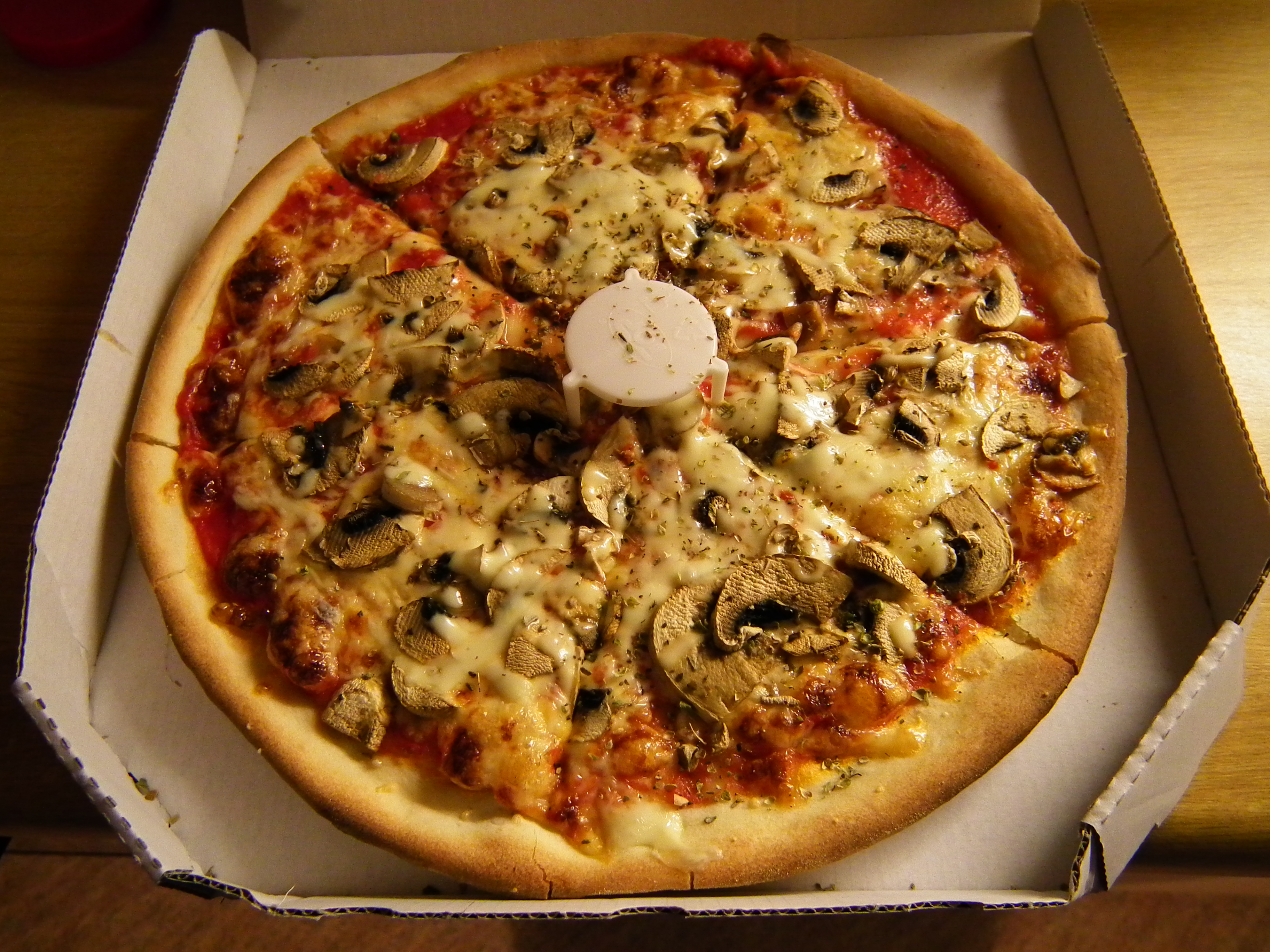
피자 세이버가 중앙에 있는 상자 안의 피자

1974년, 아르헨티나 부에노스아이레스의 클라우디오 다니엘 트로글리아(Claudio Daniel Troglia)는 상자 중앙에 놓여 상단이 피자 속으로 처지는 것을 방지하는 플라스틱 세 다리 걸상에 대한 특허를 받았다. 그는 이를 "SEPI"("Separador de pizza", 영어로 "pizza separator")라고 불렀으며, "guardapizza" 또는 "mesita"라고도 흔히 불렸지만, 특허는 갱신되지 않았다.
1985년, 카르멜라 비탈레(Carmela Vitale)는 상자 중앙에 놓여 상단이 피자 속으로 처지는 것을 방지하는 플라스틱 세 다리 삼각대에 대한 특허를 받았다. 비탈레는 자신의 장치를 "패키지 세이버"라고 불렀고, 특허 제목도 그렇게 붙였지만, 이후 "피자 세이버"로 이름이 바뀌었다.
이후 이 장치에 대한 여러 변형이 발명되었는데, 예를 들어 손잡이가 상자 상단을 지지하는 일회용 플라스틱 스패튤러와, 트로글리아와 비탈레가 만든 것과 같은 플라스틱 삼각대이지만 다리 중 하나가 칼처럼 톱니 모양으로 되어 있어 치즈와 빵이 달라붙는 것을 쉽게 자를 수 있도록 한 것도 있다.

## 위험
피자 배달은 본질적으로 배달에 종사하는 사람들에게 위험을 초래할 수 있는데, 이는 낯선 동네의 낯선 사람의 집으로 가야 하기 때문이다.
2004년, 피자헛은 근무 중 강도를 총으로 쏴 죽인 배달 운전사를 해고했는데, 이는 직원의 무기 소지를 금지하는 회사 정책을 인용한 것이다. 도미노피자와 파파존스와 같은 다른 전국 체인점들도 무기 소지를 금지하지만, 많은 독립 피체리아는 배달원에게 합법적인 방식으로 무기를 소지하는 것을 허용한다.
피자 배달 운전자들은 폭행, 납치, 강도를 당했으며, 때로는 근무 중에 강간당하거나 살해되기도 했다. 가짜 주문은 때때로 강도 피해자나 납치를 유인하는 데 사용되며, 배달원들은 강도와 납치 과정에서 부상을 입거나 살해되기도 했다.
유인되어 살해당한 피자 배달원 중에는 마이클 초이(Michael Choy)와 야핌 와인스타인(Yafim Weinstein)이 있다.

## 장난 주문
피자 가게는 수많은 피자를 주문하거나 임의의 집 또는 특정 집으로 배달시키는 장난 주문의 대상이 될 수 있다. 장난 주문은 사업체에 금전적 손실과 짜증을 유발할 수 있으며, 이로 인해 식당은 미지불 피자를 버리게 된다. 예를 들어, 2010년 11월 애머스트 (매사추세츠주)에서는 밥 딜런의 스태프라고 주장하는 한 남자가 거의 4,000달러에 달하는 피자 148개를 주문했다. 장난전화를 건 사람들은 싱가포르에서 허위 주문을 한 혐의로 벌금을 부과받았다.

## 같이 보기
- 음식 배달
- 파파존스
- 스바로
- 우노 피체리아 & 그릴